# がんばれゴンベ
『がんばれゴンベ』は、園山俊二の作によるギャグ漫画。作者のデビュー作であり1958年7月1日から1992年7月8日までと、作者が入院するまで『毎日小学生新聞』に連載された。また、それを原作としたテレビアニメは、1980年4月14日から同年9月30日まで東京12チャンネル（現：テレビ東京）にて放送された（全63回／全77話。当初は帯番組で1回1話、その後週1回となり1回2話となる）。また同年5月5日には過去放送した作品の中から、何本かをまとめて再放送する『がんばれゴンベ大行進』を同局の12:00 - 12:50（JST。通常は海外ドラマの再放送枠）で放送した。
1977年に第6回日本漫画家協会賞特別賞を受賞。

## ストーリー
孫悟空の末裔である田舎育ちの山猿・ゴンベが、自らを鍛えるために東京へとやって来た。都内のとある動物園に勤めている「大山さん」という人の家に居候する事となったゴンベは、しばらくして悪戯好きな2人の少年と知り合う。
「三太郎」と「ベンケイ」である。かくして、ここに「ゴンベ・三太郎・ベンケイ」という“悪ガキ3人組”が誕生した。

## テレビアニメ版

### 登場人物
- ゴンベ - 山本圭子
- 三太郎 - つかせのりこ
- ベンケイ - 沢田和子
- モンコ - 川浪葉子
- フーコ - 三田ゆう子
- フーコのおじいちゃん - 石井敏郎
- フーコのおばあさん - 川路夏子
- お竹どん - 丸山裕子
- 和尚 - 大山高男
- お母さん - 浅井淑子
- お父さん - 沢木郁也

### スタッフ
- 原作：園山俊二
- プロデューサー：江津兵太（東京12チャンネル）
- チーフディレクター：光延博愛、近藤英輔
- 美術監督：半藤克美
- 撮影監督：金子仁
- 音響監督：山崎あきら
- 効果：片岡陽三
- 編集：岡安肇
- 音楽：広瀬健次郎、甲斐正人
- 制作担当：茂垣弘道（土田プロダクション）
- 録音：セントラル録音
- 現像：東京現像所
- 脚本：いずみ行夫、一色日出夫、五武冬史、松元力
- 絵コンテ、担当演出：近藤英輔、吉田健次郎、福原悠一、石黒昇、光延博愛、小華和ためお、菊田武勝、堀口忠彦、秦泉寺博、石崎すすむ、鈴木一郎、渋谷哲夫、又野龍也、やすみ哲夫　他
- キャラクター設定、作画監督：金沢比呂司
- 製作協力：土田プロダクション
- 製作著作：東京12チャンネル（現：テレビ東京）

### 主題歌
オープニングテーマ
「がんばれゴンベ」
作詞・作曲 - 山本正之 / 編曲 - 神保正明 / 歌 - こおろぎ'73
エンディングテーマ
「イタズラ3人組」
作詞・作曲 - 山本正之 / 編曲 - 神保正明 / 歌 - こおろぎ'73
※『イタズラ3人組』は放送当時、同局の平日17:25に放送されていたミニ番組『歌謡スポット』でも、不定期に放送される事が有った（フルコーラス）
他に30分番組の時に、中間挿入歌『だいすきなおかあさん』（作詞者～歌は、主題歌と同一）があった。
レーベル - 日本コロムビア

### 各話リスト
| 話数 | サブタイトル                |
| ---- | --------------------------- |
| 1    | ふとりすぎた白鳥            |
| 2    | 春だよ、ゲロ助              |
| 3    | こわい福引き大当たり        |
| 4    | 春はうららの子守唄          |
| 5    | おじいちゃんのお友達        |
| 6    | お手伝いは命がけ            |
| 7    | 白鳥の一日入学              |
| 8    | お山からの花だより          |
| 9    | さよなら、ガタロウ親子      |
| 10   | フー子にアタック            |
| 11   | もぐらの子守唄              |
| 12   | 一週間の晴れ姿              |
| 13   | かくしマイクにご用心        |
| 14   | ベンケイの超能力            |
| 15   | 食いしん坊ばんざい          |
| 16   | ふるさと特急 つむじ         |
| 17   | たいへんだ、試験だ          |
| 18   | つらくながーい一日          |
| 19   | シルバーシートを守れ        |
| 20   | 天才にヘンシーン            |
| 21   | ねむい ねむい ねむい        |
| 22   | 背番号は110番               |
| 23   | こまったお留守番            |
| 24   | おねしょを笑うな            |
| 25   | 泣き虫一年生                |
| 26   | 上級生はつらいよ            |
| 27   | こまった仲よしさん          |
| 28   | 行け 猿飛佐助               |
| 29   | 消えたうば車                |
| 30   | かぜとお山のお母さん        |
| 31   | 遊び方おしえるよ            |
| 32   | 一日一善はむずかしい        |
| 33   | ベンケイ寺の珍騒動          |
| 34   | 虫歯の抜き方教えます        |
| 35   | お経で読書                  |
| 36   | ラッパ狂騒曲                |
| 37   | ふしぎな笛で鬼退治          |
| 38   | ハッケヨイ、のこった        |
| 39   | モンコのピアノ              |
| 40   | 堪忍袋の緒が切れた          |
| 41   | モンコは大スター            |
| 42   | 清き一票㊙作戦              |
| 43   | 清く正しい人はだれ          |
| 44   | 迷子のマラソン大会          |
| 45   | ゲロスケに愛の手を          |
| 46   | 梅酒をねらえ                |
| 47   | 事件を追え                  |
| 48   | 気になる転校生              |
| 49   | 恋のトリプル作戦            |
| 50   | 成績表なんかいらない        |
| 51   | 風邪をひきたい              |
| 52   | おかしなカラ傘お化け        |
| 53   | プール開きだ、全員集合      |
| 54   | およげ、トン吉              |
| 55   | キャンプは楽し              |
| 56   | 暑さに挑戦                  |
| 57   | どろんこ合戦                |
| 58   | 海水浴でタコ騒動            |
| 59   | カエルの合唱                |
| 60   | 日記のつけ方教えます        |
| 61   | ベンケイ寺の肝だめし        |
| 62   | ハチャメチャ盆踊り          |
| 63   | あつい あつい ガマン会      |
| 64   | お山のお母さん              |
| 65   | もてもてトン吉?             |
| 66   | 大暴れ カミナリ坊や         |
| 67   | 海はどこだ                  |
| 68   | モクベエのマイホーム        |
| 69   | 夏休み最後の日              |
| 70   | 僕は名探偵                  |
| 71   | 男はつらいよ                |
| 72   | ママと一緒にお買い物 (前編) |
| 73   | ママと一緒にお買い物 (後編) |
| 74   | コロコロ転がれ、大騒動      |
| 75   | パパの日曜日                |
| 76   | 犯人はだれだ                |
| 77   | トン吉の片思い              |

## 放送局
- 東京12チャンネル（現：テレビ東京、制作局）：月曜 - 金曜 19:15 - 19:30 → 火曜 19:30 - 20:00
- 北海道文化放送：土曜 18:00 - 18:30（1980年4月19日 - 6月28日）→ 土曜 8:00 - 8:30（1980年7月12日 - 11月22日）[1]
- 山形テレビ：土曜 6:15 - 6:45[2]
- 福島テレビ：月曜 - 金曜 17:30 - 17:45（1981年2月 - 3月）→ 火曜 16:50 - 17:20（1981年4月から）[3]
- 新潟総合テレビ：日曜 7:30 - 7:45[4]
- 富山テレビ：月曜 16:50 - 17:20[5]
- 中京テレビ：日曜 9:00 - 9:30。なお後に開局する系列局テレビ愛知でも放送していた。
- 福岡放送：土曜 7:30 - 8:00
- 宮崎放送 : 月曜 - 金曜 17:40 - 17:55(1985年4月5日放送開始)

## 関連事項
- 1988年に文藝春秋より刊行された畑正憲の著作『ムツゴロウの馬読本』の中に、「園山さんのゴンベ」と題する牡の道産馬「ゴンベ号」について書かれた作品がある。馬の名前は「がんばれゴンベ」から取ったものであるが、これは自然を愛した園山俊二が北海道に遊びに来ていたとき、和種の馬を残していこうとする畑の決意に賛同し、種馬を買う資金を押し付けるようにして置いていったことに由来しているという。
- 2010年11月13日、作者の出身地である島根県松江市にある松江市宍道ふるさと森林公園に、本作のモニュメントや漫画のプレートが設置された「ゴンベの里」が作られる。